# Лерой Карр
Лерой Карр (англ. Leroy Carr; 27 березня 1905 — 29 квітня 1935) — американський блюзовий піаніст і співак. За свою коротку кар'єру склав і записав понад 200 сторін грамплатівок. Вперше отримав популярність за виконання пісні «How Long, How Long Blues».

## Життєпис
У 1982 році музикант був включений в Зал слави блюзу.